# Фонтани монастиря Сурб-Хач
Фонтани XVIII–XIX ст.ст. входять до складу комплексу монастиря Сурб-Хач — монастирського комплекса Вірменської апостольської церкви в Криму (АРК, Україна). Комплекс розташований за три з половиною кілометри на південний захід від м. Старий Крим (Кіровський район АР Крим, Україна), на висоті п'ятсот метрів над рівнем моря, на схилі гори Гриця.

## Опис пам'ятки

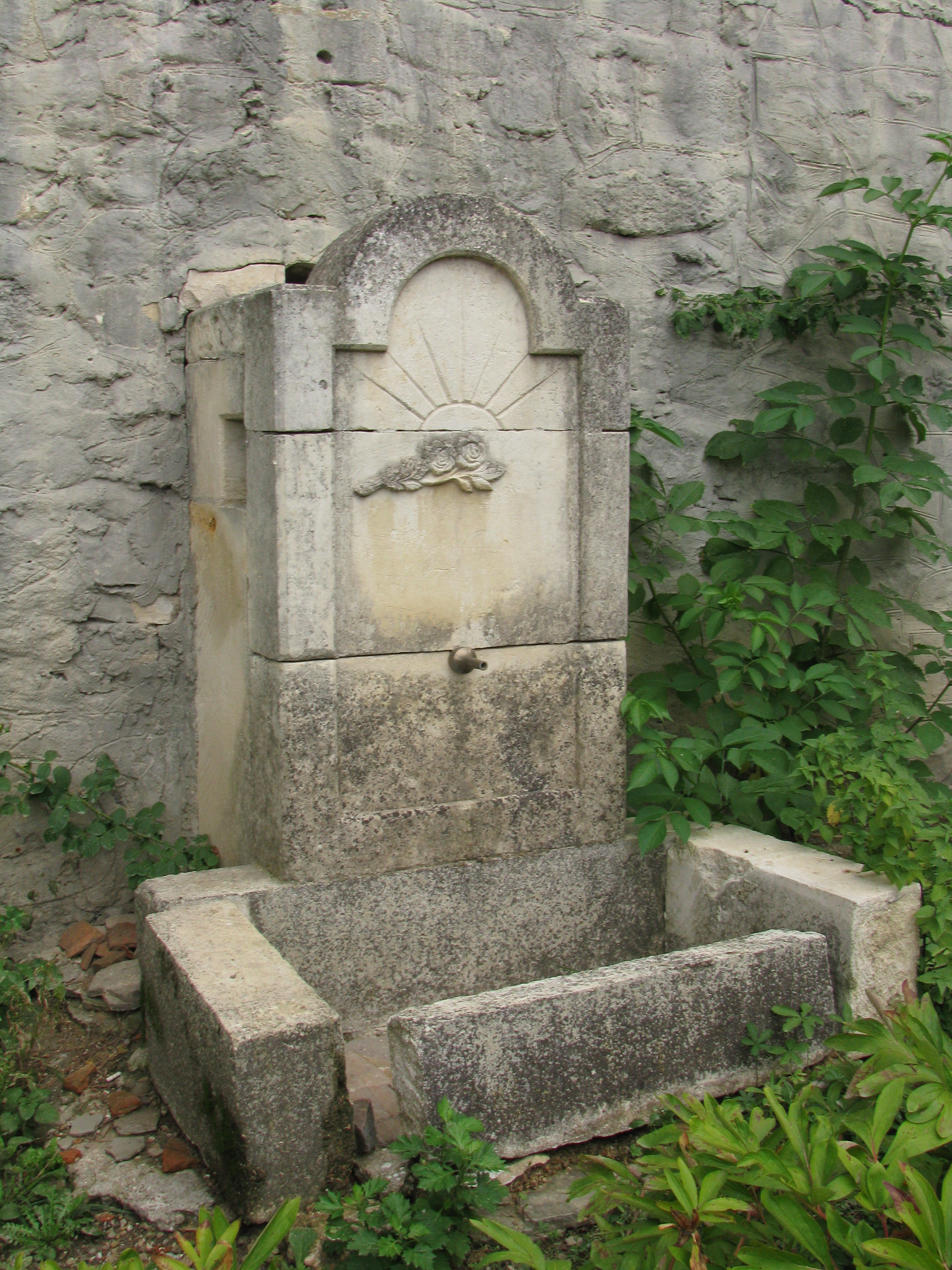
Недіючий фонтан в центральному дворику обителі

Фонтанів в монастирі було декілька. Один у внутрішньому дворику під сходами не зберігся.
Один з фонтанів (не діє) був побудований в центральному дворику обителі.
Два зовнішніх фонтана знаходяться на терасах на північний захід від монастирського комплексу.
При монастирі був закладений сад кількома терасами на пологому гірському схилі. 
На території колишнього монастирського саду, розташованого на штучних терасах (збереглися чотири, з підпірними стінами) на схилі гори, на південний захід від будівель монастиря, розташовані два фонтани з бассейнами, а нижче – ще одне невелике джерело (всіх разом їх також інколи називають «джерелами»). Спускатися до фонтанів з зовнішнього, відкритого двору монастиря, треба направо, п’ятимаршевими кам’яними сходами. Всі вони живляться підведеною керамічними трубами водою природних джерел, які розташовані вище по схилу. 

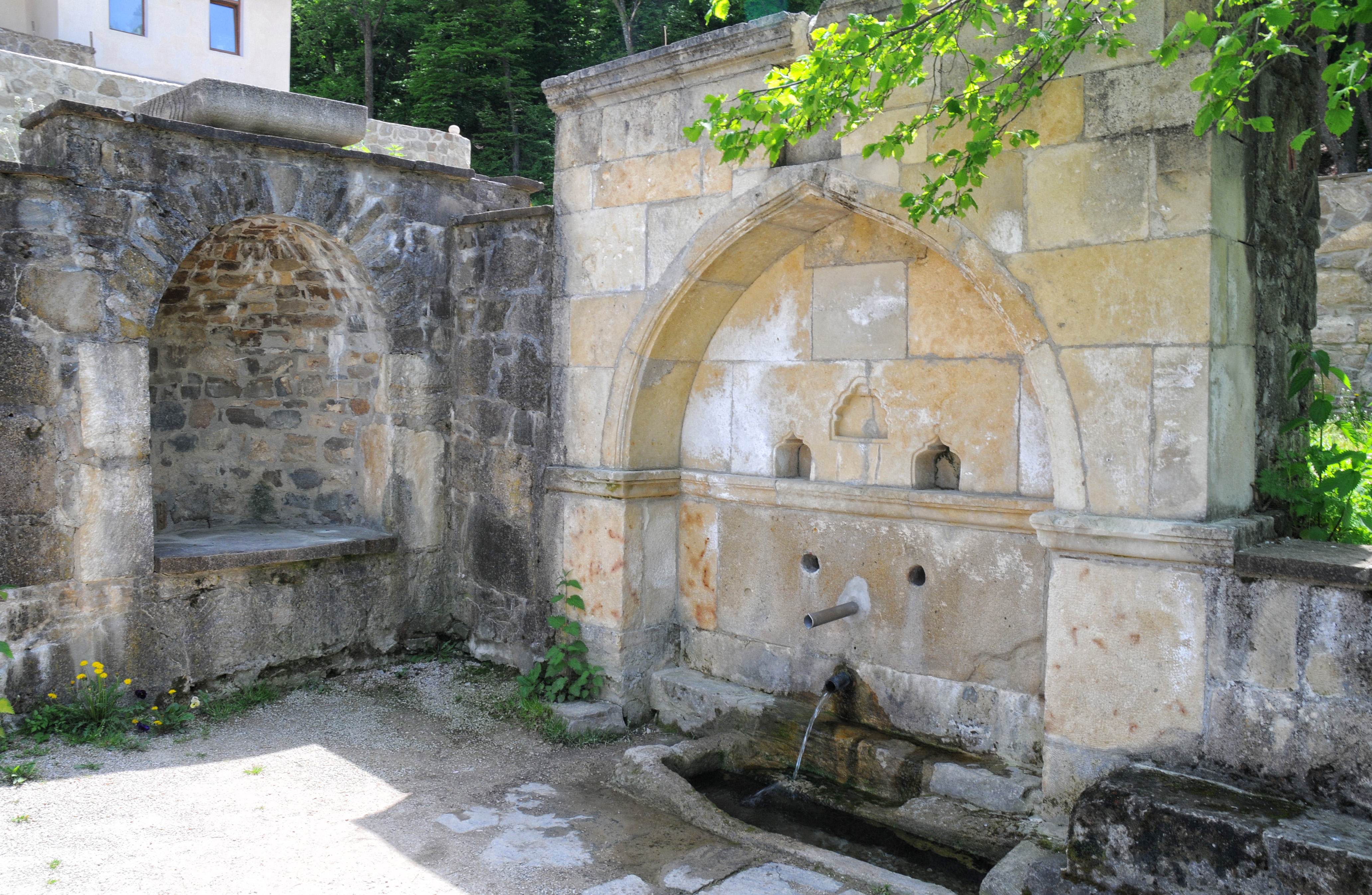
Верхній фонтан

Фонтани збудовані за спільним принципом – прямокутна споруда з декорованим фасадом і глухими стінами, до якої примикає цистерна. Цілющі властивості їх кристально чистих, холодних вод відомі з найдавніших часів. 

Перший з фонтанів датують XVIII–XIX ст. Фасад його з аркою складений з добре оброблених блоків каменю-вапняку. Верх фасаду обрамлений профільним карнизом. Колись у нього була вставлена мармурова плита із зображенням латинського хреста, клобука і ангелів над хмарами. Зараз вона викрадена. Оформлення фонтану і його архітектура типові для вірменського мистецтва, подібних споруд чимало і в самій Вірменії.

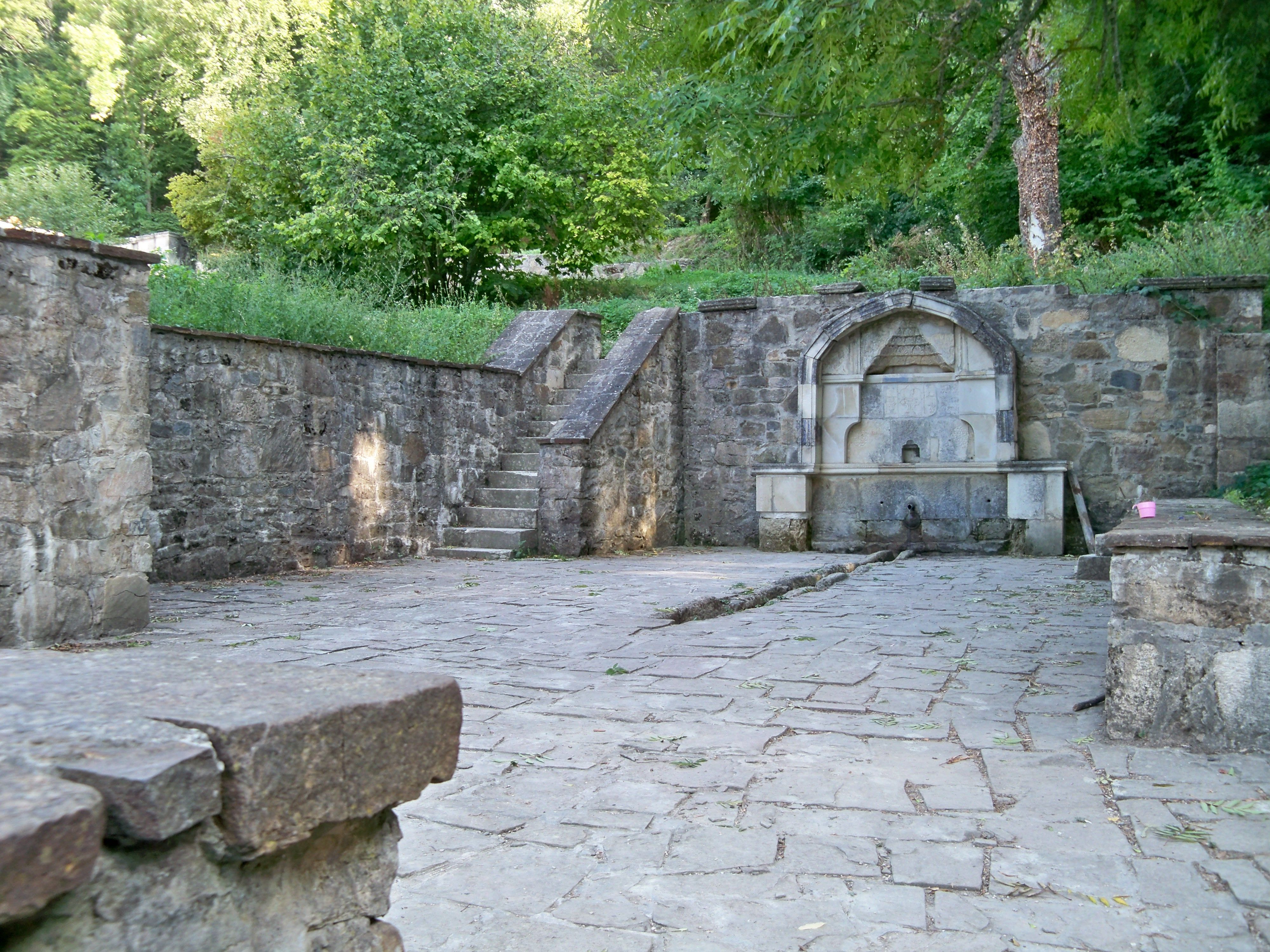
Тераса з нижнім фонтаном

Другий фонтан прикрашений різьбленою «сталактитовою» нішею. У нього вмурований хачкар XIII–XIV ст. з зображеннями невідомих святих. 
Нижнє джерело являє собою просто трубу, з якої витікає вода верхнього.